# Lescheroux
Lescheroux est une commune française, située dans le département de l'Ain en région Auvergne-Rhône-Alpes.

## Toponymie
La dernière consonne est rarement prononcée.

## Géographie
Lescheroux fait partie de la Bresse. La Sâne Vive prend sa source dans la commune.

### Climat
Pour des articles plus généraux, voir Climat d'Auvergne-Rhône-Alpes et Climat de l'Ain.
En 2010, le climat de la commune est de type climat océanique dégradé des plaines du Centre et du Nord, selon une étude du CNRS s'appuyant sur une série de données couvrant la période 1971-2000. En 2020, Météo-France publie une typologie des climats de la France métropolitaine dans laquelle la commune est exposée à un climat semi-continental et est dans la région climatique Bourgogne, vallée de la Saône, caractérisée par un bon ensoleillement (1 900 h/an), un été chaud (18,5 °C), un air sec au printemps et en été et des vents faibles.
Pour la période 1971-2000, la température annuelle moyenne est de 11,3 °C, avec une amplitude thermique annuelle de 17,7 °C. Le cumul annuel moyen de précipitations est de 999 mm, avec 11,4 jours de précipitations en janvier et 7,9 jours en juillet. Pour la période 1991-2020, la température moyenne annuelle observée sur la station météorologique de Météo-France la plus proche, « Varennes-st-sa », sur la commune de Varennes-Saint-Sauveur à 11 km à vol d'oiseau, est de 12,1 °C et le cumul annuel moyen de précipitations est de 1 043,2 mm,. Pour l'avenir, les paramètres climatiques de la commune estimés pour 2050 selon différents scénarios d'émission de gaz à effet de serre sont consultables sur un site dédié publié par Météo-France en novembre 2022.

## Urbanisme

### Typologie
Au 1er janvier 2024, Lescheroux est catégorisée commune rurale à habitat dispersé, selon la nouvelle grille communale de densité à 7 niveaux définie par l'Insee en 2022.
Elle est située hors unité urbaine. Par ailleurs la commune fait partie de l'aire d'attraction de Bourg-en-Bresse, dont elle est une commune de la couronne,. Cette aire, qui regroupe 80 communes, est catégorisée dans les aires de 50 000 à moins de 200 000 habitants,.

### Occupation des sols
L'occupation des sols de la commune, telle qu'elle ressort de la base de données européenne d’occupation biophysique des sols Corine Land Cover (CLC), est marquée par l'importance des territoires agricoles (87,7 % en 2018), en diminution par rapport à 1990 (89,3 %). La répartition détaillée en 2018 est la suivante :
zones agricoles hétérogènes (46,1 %), terres arables (30,4 %), prairies (11,2 %), forêts (5,7 %), zones urbanisées (2,9 %), eaux continentales (2,5 %), milieux à végétation arbustive et/ou herbacée (1,1 %).
L'évolution de l’occupation des sols de la commune et de ses infrastructures peut être observée sur les différentes représentations cartographiques du territoire : la carte de Cassini (XVIIIe siècle), la carte d'état-major (1820-1866) et les cartes ou photos aériennes de l'IGN pour la période actuelle (1950 à aujourd'hui).

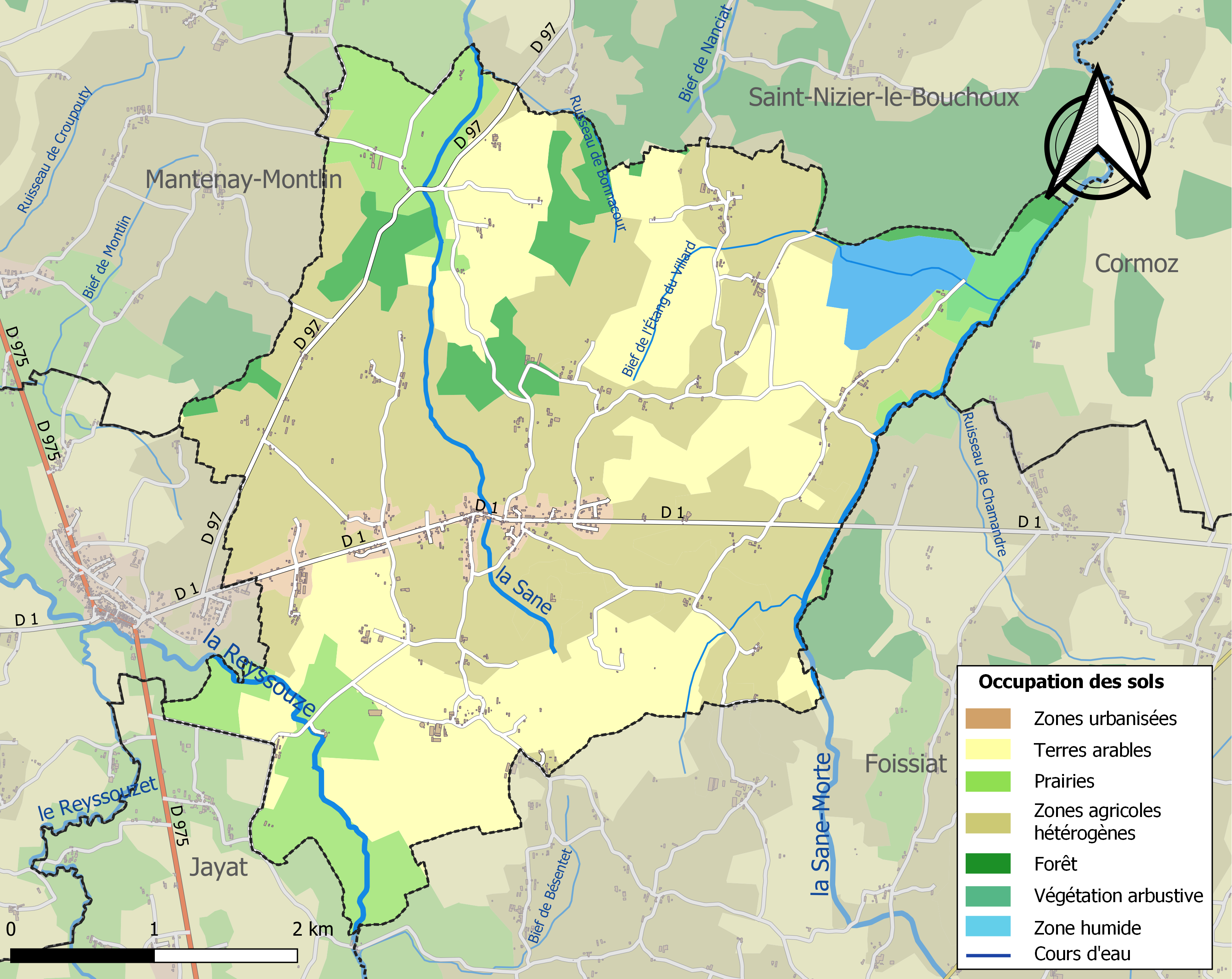
Carte des infrastructures et de l'occupation des sols de la commune en 2018 (CLC).

## Politique et administration

### Découpage territorial
La commune de Lescheroux est membre de la communauté d'agglomération du Bassin de Bourg-en-Bresse, un établissement public de coopération intercommunale (EPCI) à fiscalité propre créé le 1er janvier 2017 dont le siège est à Bourg-en-Bresse. Ce dernier est par ailleurs membre d'autres groupements intercommunaux.
Sur le plan administratif, elle est rattachée à l'arrondissement de Bourg-en-Bresse, au département de l'Ain et à la région Auvergne-Rhône-Alpes. Sur le plan électoral, elle dépend du  canton de Replonges pour l'élection des conseillers départementaux, depuis le redécoupage cantonal de 2014 entré en vigueur en 2015, et de la première circonscription de l'Ain  pour les élections législatives, depuis le dernier découpage électoral de 2010.

### Administration municipale
| Période                                  | Période   | Identité                                                           | Étiquette | Qualité            |
| ---------------------------------------- | --------- | ------------------------------------------------------------------ | --------- | ------------------ |
| 1793                                     | 1800      | Joseph Pauget, Claude Joseph Guyon, Pierre Thénoz, François Baudin |           | Agents             |
| 1800                                     | 1812      | Joseph Jean Marie Béreisiat                                        |           |                    |
| 1813                                     | 1816      | Pierre Thénoz                                                      |           | Adjoint            |
| 1816                                     | 1818      | Denis Debourg                                                      |           |                    |
| 1818                                     | 1819      | François Thénoz                                                    |           | Adjoint            |
| 1819                                     | 1826      | Gabriel Marie Béreiziat                                            |           |                    |
| 1826                                     | 1837      | Pierre Thénoz                                                      |           |                    |
| 1838                                     | 1855      | Pierre Pauget                                                      |           |                    |
| 1855                                     | 1870      | Joseph Marie Béreiziat                                             |           |                    |
| 1870                                     | 1876      | Louis Constantin Chavanel                                          |           |                    |
| 1876                                     | 1879      | Marie Victor Merle                                                 |           |                    |
| 1879                                     | 1892      | Marie Constantin Thénoz                                            |           |                    |
| 1892                                     | 1907      | Ferdinand Vitte                                                    |           |                    |
| 1907                                     | 1925      | Alexandre Riche                                                    |           |                    |
| 1925                                     | 1956-1957 | Félix Bessard                                                      |           |                    |
| 1956-1957                                | 1977      | Théophile Pauget                                                   |           |                    |
| 1977                                     | 1989      | Noël Pauget                                                        |           |                    |
| 1989                                     | 1999      | Gabriel Rude                                                       |           |                    |
| 1999                                     | mars 2014 | Armel Morel                                                        | DVD       | Conseiller général |
| mars 2014                                | En cours  | Aimé Nicolier                                                      | SE        |                    |
| Les données manquantes sont à compléter. |           |                                                                    |           |                    |

## Démographie
L'évolution du nombre d'habitants est connue à travers les recensements de la population effectués dans la commune depuis 1793. Pour les communes de moins de 10 000 habitants, une enquête de recensement portant sur toute la population est réalisée tous les cinq ans, les populations de référence des années intermédiaires étant quant à elles estimées par interpolation ou extrapolation. Pour la commune, le premier recensement exhaustif entrant dans le cadre du nouveau dispositif a été réalisé en 2005.
En 2022, la commune comptait 720 habitants, en évolution de −0,96 % par rapport à 2016 (Ain : +5,15 %, France hors Mayotte : +2,11 %).
| 1793  | 1800  | 1806  | 1821  | 1831  | 1836  | 1841  | 1846  | 1851  |
| ----- | ----- | ----- | ----- | ----- | ----- | ----- | ----- | ----- |
| 1 054 | 1 020 | 1 049 | 1 019 | 1 054 | 1 093 | 1 205 | 1 170 | 1 225 |

| 1856  | 1861  | 1866  | 1872  | 1876  | 1881  | 1886  | 1891  | 1896  |
| ----- | ----- | ----- | ----- | ----- | ----- | ----- | ----- | ----- |
| 1 240 | 1 128 | 1 183 | 1 134 | 1 222 | 1 188 | 1 170 | 1 148 | 1 108 |

| 1901  | 1906  | 1911  | 1921 | 1926 | 1931 | 1936 | 1946 | 1954 |
| ----- | ----- | ----- | ---- | ---- | ---- | ---- | ---- | ---- |
| 1 083 | 1 031 | 1 001 | 852  | 881  | 838  | 840  | 765  | 722  |

| 1962 | 1968 | 1975 | 1982 | 1990 | 1999 | 2005 | 2006 | 2010 |
| ---- | ---- | ---- | ---- | ---- | ---- | ---- | ---- | ---- |
| 660  | 593  | 526  | 504  | 527  | 597  | 657  | 657  | 683  |

| 2015 | 2020 | 2022 | - | - | - | - | - | - |
| ---- | ---- | ---- | - | - | - | - | - | - |
| 721  | 712  | 720  | - | - | - | - | - | - |

## Économie
- Les Sabotiers bressans présentent les différentes étapes de la fabrication artisanale d'un sabot

## Culture locale et patrimoine

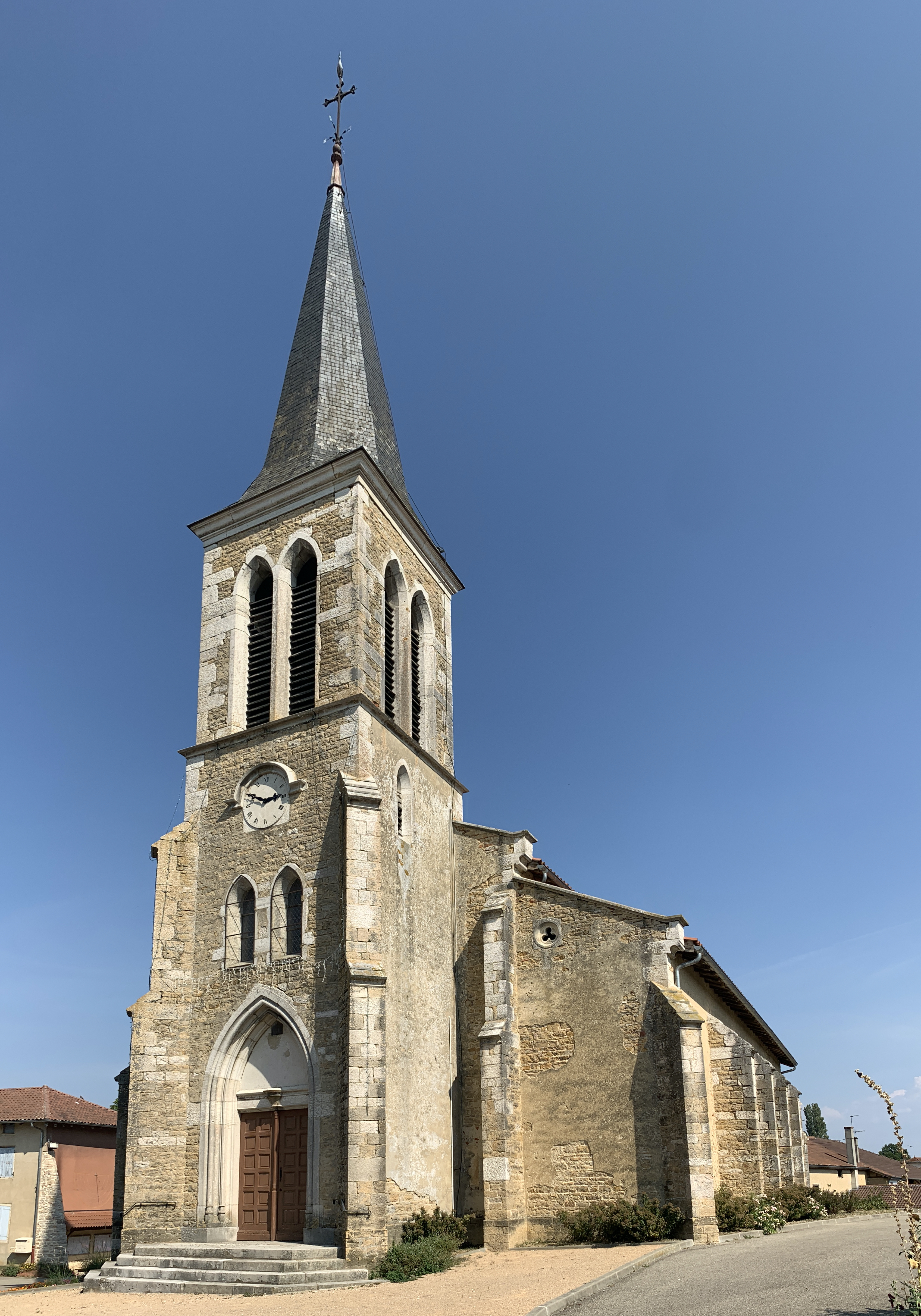
Église Saint-André.

### Lieux et monuments
- Ruines de la chartreuse de Montmerle du XIIe siècle.
- Cadran solaire au centre du village.
- Gentilhommière du XVIIIe siècle au Grand-Villard.
- L'église gothique Saint-André possède un retable en pierre où sont sculptés une pietà, saint Jean, sainte Madeleine et saint Paul datant de la fin du XVe siècle et des vitraux du début du XVIe siècle[18].